# لئون دلسارت
لئون دلسارت (فرانسوی: Léon Delsarte‎; ۱۹ نوامبر ۱۸۹۳ – ۲۴ ژانویهٔ ۱۹۶۳) ژیمناست هنری اهل فرانسه بود.